# Frédéric Magnus d'Erbach
Frédéric Magnus, comte d'Erbach-Fürstenau (18 avril 1575 – 26 mars 1618), est un prince allemand membre de la Maison d'Erbach et dirigeant de Fürstenau et Reichenberg.
Né à Erbach, il est le troisième enfant de Georges III d'Erbach et de sa seconde épouse, Anne, une fille de Frédéric-Magnus, comte de Solms-Laubach-Sonnenwalde. Il est nommé d'après son grand-père maternel.

## Biographie
Après la mort de leur père, Frédéric-Magnus et ses frères divisent les domaines d'Erbach en 1606: il reçoit les districts de Fürstenau et Reichenberg.
Il épouse le 5 mai 1595 Christine de Hesse-Darmstadt (1578-1596), fille de Georges Ier de Hesse-Darmstadt. Le couple n'a pas d'enfants. Il se remarie le 18 septembre 1597 avec Jeanne-Henriette d'Oettingen-Oettingen (1578-1619), fille de Godfried d'Oettingen-Oettingen. Ils ont six enfants
- Georges Godfried (12 octobre 1599 – 17 janvier 1600)
- Frédéric Othon (Erbach 27 février – 23 avril 1601)
- Anne Marie (Erbach 17 juin 1602 – janvier 1603)
- Anne Marie (Michelstadt 5 juillet 1603 – Wildenfels 5 mars 1663); mariée à Erbach en 1620 avec Jean-Georges II de Solms-Baruth (Laubach 19 novembre 1591 – Prague 4 février 1632)
- Georges (Erbach 24 mars 1605 – Neuenstein 23 août 1609)

Frédéric Magnus est mort à Reichenberg âgé de 42 ans et est enterré à Michelstadt. Comme il est mort sans descendance masculine, ses frères divisent ses domaines entre eux.